# Legió II Isaura
La Legió II Isaura va ser una legió romana pseudocomitatensis creada no gaire abans del regnat de Dioclecià, probablement per l'emperador Marc Aureli Probe (276-282) juntament amb la seva bessona la III Isaura per defensar, com suggereix el seu nom, la regió d'Isàuria, a les muntanyes del Taure. Se sap que Probe va fer campanya per les terres dels isauris.
La Notitia Dignitatum diu que encara era activa a començaments del segle v. Possiblement la va acompanyar també, al menys en un principi, la Legió I Isaura Sagittaria.